# Роз'їзд

Види роз'їздів: а) поперечний, б) напівпоздовжній, в) поздовжній.

Роз'ї́зд — роздільний пункт на одноколійній залізничній лінії, основним призначенням якого є пропуск, схрещення і обгін поїздів. На роз'їздах можуть виконуватися вантажні та пасажирські операції, якщо вони відкриті для виконання цих операцій.
Схрещення — пропуск на одноколійних лініях зустрічних поїздів — парних та непарних.
Обгін — поїзд, що прибув на станцію обганяється іншим попутним, терміновішим поїздом. Як правило пасажирський поїзд обганяє вантажний.

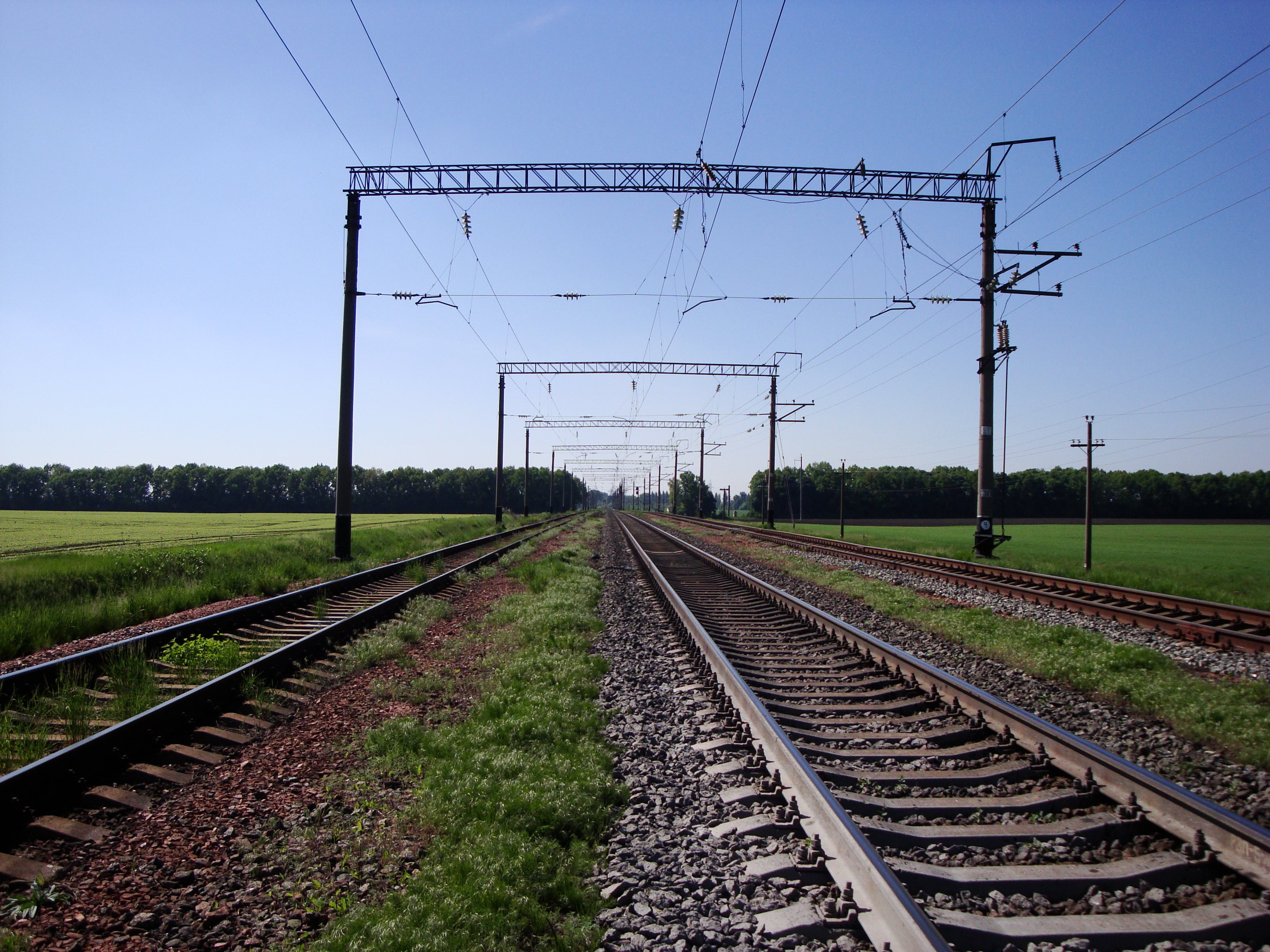
Роз'їзд Расава Південно-Західної залізниці.

Колійний розвиток роз'їзду залежить від розмірів руху на дільниці залізничного напрямку і має, окрім головної, від однієї до трьох приймально-відправних колій. На роз'їздах зазвичай бувають пасажирська будівля, суміщена з приміщеннями чергового по станції, платформи з пішохідними переходами для посадки-висадки пасажирів, пристрої СЦБ і зв'язку, стрілочні пости.
Для схрещення поїздів у залежності від розташування колій роз'їзди бувають трьох типів:
- поперечні — приймально-відправні колії йдуть паралельно одна одній, приблизно рівної довжини і сходяться біля меж станції;
- поздовжні — приймально-відправні колії зсунуті назустріч руху поїздів, таким чином роз'їзд виявляється розтягнутим у довжину;
- напівпоздовжні.